# Richtenberg (Burg-Reuland)
Richtenberg ist eine Streusiedlung in der belgischen Eifel mit 26 Einwohnern, die zur Gemeinde Burg-Reuland in der Deutschsprachigen Gemeinschaft gehört. Im Sommer verbringen zahlreiche Touristen, vor allem aus Flandern und den Niederlanden, ihren Urlaub in und um Richtenberg.

## Geografie
Richtenberg ist zwischen Lascheid im Norden, Stoubach im Osten und dem luxemburgischen Leithum (Gemeinde Weiswampach) im Süden gelegen.

## Geschichte
Der Name „Richtenberg“ tauchte zunächst lediglich als Flurbezeichnung auf. Es wird vermutet, dass die Bewohner des Gebietes den Flurnamen zum Ortsnamen machten, um sich vom benachbarten Lascheid abzugrenzen.